# Combattimento di Hühnerwasser
Il combattimento di Hühnerwasser è stato un episodio di secondaria importanza nell'ambito della guerra austro-prussiana nel quale le truppe prussiane dell'esercito dell'Elba si scontrarono con quelle del primo corpo d'armata austriaco guidate da Leopold Gondrecourt nei pressi di Hühnerwasser (che attualmente si chiama Kuřívody e si trova in Repubblica Ceca).
Gondrecourt ordinò alle sue truppe – un battaglione di jäger slovacchi e un battaglione di fanti ungheresi – di attaccare le forze prussiane per costringerle a ripiegare oltre il fiume Jizera. Le quattro compagnie prussiane tuttavia riuscirono a respingere l'attacco austriaco costringendo Gondrecourt a ripiegare verso Münchengratz.